# Quality Road
Quality Road, född 23 mars 2006 i Virginia, är ett engelskt fullblod, mest känd för att ha blivit en framgångsrik avelshingst.

## Bakgrund
Quality Road är en brun hingst efter Elusive Quality och under Kobla (efter Strawberry Road). Han föddes upp och ägdes av Edward P. Evans. Han tränades under tävlingskarriären av James A. Jerkens och senare av Todd A. Pletcher.
Quality Road sprang in totalt 2 232 830 dollar på 13 starter, varav 8 segrar, 3 andraplatser och 1 tredjeplats. Han tog karriärens största segrar i Fountain of Youth Stakes (2009), Florida Derby (2009), Amsterdam Stakes (2009), Hal's Hope Stakes (2010), Donn Handicap (2010), Metropolitan Handicap (2010) och Woodward Stakes (2010).

## Statistik
| #  | Löp                      | Bana            | Distans   | Jockey         | Plac | Tid     | Grupp | Ref.   |
| -- | ------------------------ | --------------- | --------- | -------------- | ---- | ------- | ----- | ------ |
| 1  | Maiden                   | Aqueduct        | 6 1⁄2 fur | Alan Garcia    | 1    | 1:16.11 | -     | [ 2 ]  |
| 2  | Allowance                | Gulfstream Park | 7 fur     | Alan Garcia    | 2    | 1:22.23 | -     | [ 3 ]  |
| 3  | Fountain of Youth Stakes | Gulfstream Park | 1 mi      | John Velazquez | 1    | 1:35.01 | II    | [ 4 ]  |
| 4  | Florida Derby            | Gulfstream Park | 1 ⁄8 mi   | John Velazquez | 1    | 1:47.41 | I     | [ 5 ]  |
| 5  | Amsterdam Stakes         | Saratoga        | 6 1⁄2 fur | John Velazquez | 1    | 1:13.45 | II    | [ 6 ]  |
| 6  | Travers Stakes           | Saratoga        | 1 ⁄4 mi   | John Velazquez | 3    | 2:02.83 | I     | [ 7 ]  |
| 7  | Jockey Club Gold Cup     | Belmont Park    | 1 ⁄4 mi   | John Velazquez | 2    | 2:02.51 | I     | [ 8 ]  |
| 8  | Hal's Hope Handicap      | Gulfstream Park | 1 mi      | John Velazquez | 1    | 1:36.33 | III   | [ 9 ]  |
| 9  | Donn Handicap            | Gulfstream Park | 1 ⁄8 mi   | John Velazquez | 1    | 1:47.49 | I     | [ 10 ] |
| 10 | Metropolitan Handicap    | Belmont Park    | 1 mi      | John Velazquez | 1    | 1:33.11 | I     | [ 11 ] |
| 11 | Whitney Handicap         | Saratoga        | 1 ⁄8 mi   | John Velazquez | 2    | 1:48.88 | I     | [ 12 ] |
| 12 | Woodward Stakes          | Saratoga        | 1 ⁄8 mi   | John Velazquez | 1    | 1:50.00 | I     | [ 13 ] |
| 13 | Breeders' Cup Classic    | Churchill Downs | 1 ⁄4 mi   | John Velazquez | 12   | 2:02.28 | I     | [ 14 ] |

## Som avelshingst
Quality Road stallades efter tävlingskarriären upp på Lane's End Farm i Versailles, Kentucky. Hans första kull började tävla 2014, i vilken bland annat segraren av 2014 års upplaga av Breeders' Cup Juvenile Turf, Hootenanny ingick.
Hans andra kull som började tävla 2015 blev mindre framgångsrik, men 2016 blev ett framgångsrikt år för avkomman Abel Tasman. Hon kom senare att segra i 2017 års upplaga av Kentucky Oaks.

## Stamtavla
| Efter Elusive Quality | Gone West          | Mr. Prospector | Raise a Native  |
| Efter Elusive Quality | Gone West          | Mr. Prospector | Gold Digger     |
| Efter Elusive Quality | Gone West          | Secrettame     | Secretariat     |
| Efter Elusive Quality | Gone West          | Secrettame     | Tamerett        |
| Efter Elusive Quality | Touch of Greatness | Hero's Honor   | Northern Dancer |
| Efter Elusive Quality | Touch of Greatness | Hero's Honor   | Glowing Tribute |
| Efter Elusive Quality | Touch of Greatness | Ivory Wand     | Sir Ivor        |
| Efter Elusive Quality | Touch of Greatness | Ivory Wand     | Natashka        |
| Undan Kobla           | Strawberry Road    | Whiskey Road   | Nijinsky        |
| Undan Kobla           | Strawberry Road    | Whiskey Road   | Bowl of Flowers |
| Undan Kobla           | Strawberry Road    | Giftisa        | Rich Gift       |
| Undan Kobla           | Strawberry Road    | Giftisa        | Wahkeena        |
| Undan Kobla           | Winglet            | Alydar         | Raise a Native  |
| Undan Kobla           | Winglet            | Alydar         | Sweet Tooth     |
| Undan Kobla           | Winglet            | Highest Trump  | Bold Bidder     |
| Undan Kobla           | Winglet            | Highest Trump  | Dear April      |